# Gudalura biseriata
Gudalura biseriata is een hooiwagen uit de familie Assamiidae.